# Trimmatom
Trimmatom – rodzaj ryb z rodziny babkowatych.

## Klasyfikacja
Gatunki zaliczane do tego rodzaju:
- Trimmatom eviotops
- Trimmatom macropodus
- Trimmatom nanus
- Trimmatom offucius
- Trimmatom pharus
- Trimmatom sagma
- Trimmatom zapotes